# Oueslatia
Oueslatia o El Oueslatia (àrab: الوسلاتية, al-Waslātiyya) és una ciutat de Tunísia, al nord-oest de la governació de Kairuan, situada poc més de 50 km al nord-oest de Kairuan. Rep el seu nom del Djebel Ousselat, una muntanya al vessant nord-oest de la qual s'estén la ciutat, que també és propera al Djebel Esssaradj, al nord, i a les muntanyes del Djebel Bou Zabouss, al nord-est. És capçalera d'una delegació amb 43.350 habitants (2004).

## Economia
La seva activitat econòmica és agrícola, amb oliveres i fruiters.

## Patrimoni
Hi ha diverses restes romanes, tot i que no gaire importants, a la rodalia d'Aïn Jioula i de Dechret Touama.

## Administració
És el centre de la delegació o mutamadiyya homònima, amb codi geogràfic 41 55 (ISO 3166-2:TN-12), dividida en onze sectors o imades:
- Mâarouf (41 55 51)
- El Oueslatia Est (41 55 52)
- El Oueslatia Ouest (41 55 53)
- El Menzel (41 55 54)
- Djebel Essarj (41 55 55)
- Zaghdoud (41 55 56)
- Djebel Oueslat (41 55 57)
- Djebel Erreihane (41 55 58)
- Aîn Djeloula (41 55 59)
- Oued El Ksab (41 55 60)
- El Behaîr (41 55 61)

Al mateix temps, forma una municipalitat o baladiyya (codi geogràfic 41 14).